# Mogilahalli, Srinivaspur
Mogilahalli là một làng thuộc tehsil Srinivaspur, huyện Kolar, bang Karnataka, Ấn Độ.